# Dresslerothamnus
Dresslerothamnus é um género botânico pertencente à família Asteraceae.